# Parc naturel de Văcărești
Le parc naturel de Văcărești (en roumain : Parcul Natural Văcărești) est un parc naturel situé à Bucarest, en Roumanie. D'une superficie de 184,7 ha, il s'agit du plus grand espace vert de Bucarest.
Ancienne zone résidentielle détruite pour construire un réservoir d'eau, ce projet est abandonné en 1989. Laissé à l'abandon plus de 15 ans, la nature reprend ses droits sur le site. La zone, majoritairement humide, abrite le lac Văcărești. Accédant au statut d'aire protégée en 2016, elle devient un parc qui accueille de nombreuses espèces végétales et animales, dont certaines sont protégées.
Grand espace vert situé au cœur de la capitale roumaine, le parc fait face à de nombreuses menaces liées aux activités humaines, notamment le braconnage, la pollution, les incendies et le réchauffement climatique.

## Histoire

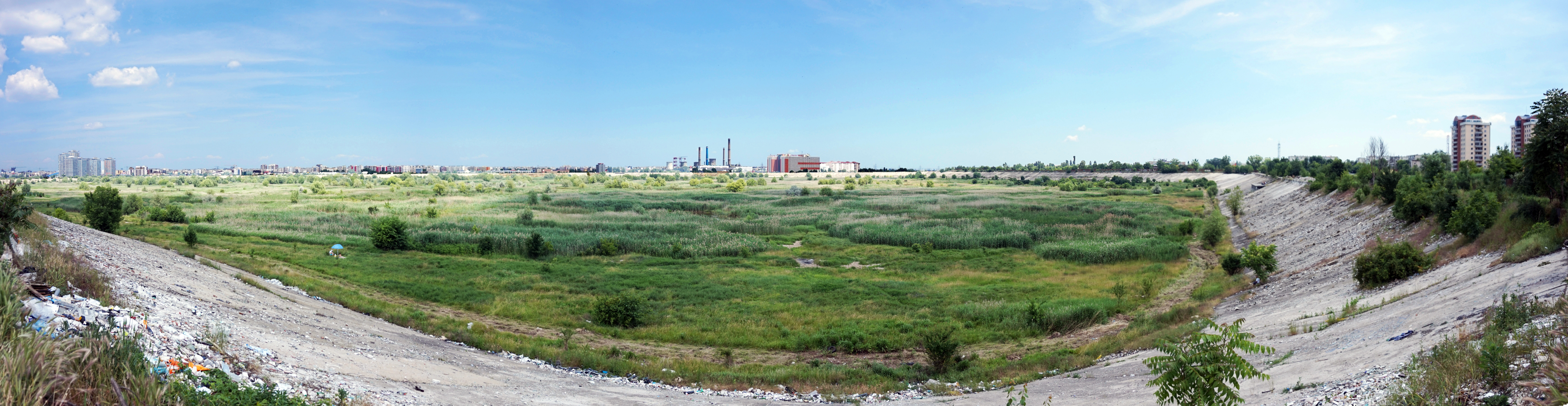
Panorama du parc naturel de Văcărești qui permet d'imaginer l'étendue du réservoir prévu.

Avant 1988, pendant la période communiste, la zone de l'actuel parc naturel de Văcărești marquait la périphérie sud-est de Bucarest. Située à l'est d'une décharge sauvage au début du XIXe siècle (aujourd'hui le parc Tineretului), elle abritait le quartier Văcărești qui comportait des zones résidentielles non pavées et possédait de vastes jardins,.
Selon le souhait du président Nicolae Ceaușescu, la zone devait abriter un réservoir d'accumulation d'eau. Il devait être alimenté par le lac de Mihăilești via la rivière Argeș et devait faire partie d'une infrastructure permettant de connecter Bucarest au Danube.
En 1988, les propriétaires des terrains et maisons sont expropriés, des maisons sont détruites, des monuments historiques brûlés, afin d'acquérir les terrains et d'y lancer les travaux d'aménagement du réservoir. Bien que des habitants se soient par la suite regroupés en une association visant à réclamer leurs anciennes propriétés, le tribunal du secteur 4 rejette leur demande de manière définitive et irrévocable.
En 1989, lors de la révolution roumaine, le président Nicolae Ceaușescu est destitué et exécuté et ses grands projets sont abandonnés. Le projet de réservoir est arrêté alors que le remplissage avec l'eau de la rivière Dâmbovița avait commencé,,. Aujourd'hui, les seuls vestiges de ce projet de réservoir sont les dalles de béton entourant l'ensemble du parc, envahies peu à peu par la végétation.
En 2003, le ministère roumain de l'Environnement accorde une concession de 49 ans à la société israélienne Royal Romanian Corporation pour 6 millions de dollars. Celle-ci devait investir plus d'un milliard de dollars dans un complexe culturel et sportif. Le projet est abandonné lorsque la société n'honore pas sa part du contrat.
En 2012, un habitant de Bucarest disposait de 7 m2 d'espace vert, contre 26 exigés par la réglementation européenne et 50 recommandés par l'Organisation mondiale de la santé. Ancienne zone marécageuse limitant les possibilités de constructions, il est décidé en 2016 — presque 20 ans après l'abandon du projet de réservoir — d'établir un parc naturel afin d'offrir davantage d'espaces verts aux habitants et atteindre 8 m2 par habitant. À l'issue d'une campagne de 4 ans menée par des activistes environnementaux se basant sur des photographies d'Helmut Ignat montrant le développement important de la nature, le gouvernement roumain officialise l'attribution du statut d'aire protégée le 11 mai 2016 et lui donne son nom actuel en référence au quartier résidentiel présent sur le site avant 1988,. Le parc devient alors la première aire protégée urbaine de Roumanie, le plus grand espace vert de Bucarest, et l'un des plus grands parcs naturels urbains d'Europe,.

## Géographie
Le parc naturel de Văcărești est situé dans le secteur 4 de Bucarest, capitale de la Roumanie. Il est bordé au nord par la rivière Dâmbovița et se trouve à l'est du parc Tineretului. Le paysage vert et sauvage contraste véritablement avec les zones grises et minérales très urbanisées alentour,.
Situé à 3,5 km de la place de l'Union (Piața Unirii), le parc est accessible à pied depuis le centre-ville en longeant la Dâmbovița via la Splaiul Unirii. Il est également desservi par les lignes M2 (station Piața Sudului au sud-ouest) et M1 et M3 (station Mihai Bravu au nord-ouest) de métro, les lignes 1 et 10 de tramway à l'ouest, la ligne 76 de trolleybus à l'ouest et les lignes 102 (est), 223 (nord), 312, 313, 381 (ouest), 439, 440, 479 et 610 (sud) de bus et N1 de bus de nuit.

## Description

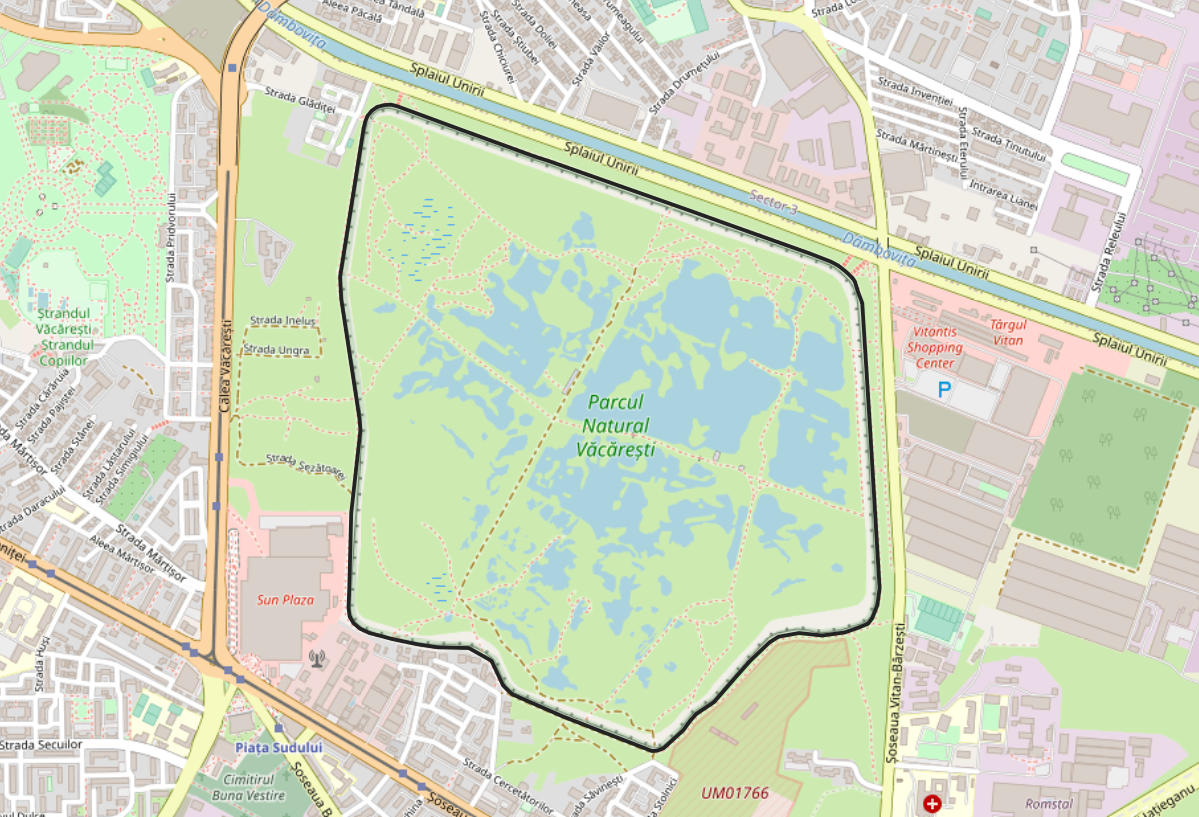
Plan du parc (données OpenStreetMap).

La zone n'ayant pas été utilisée pendant presque deux décennies, la faune et la flore ont prospéré et se sont grandement développées. La biodiversité présente dans le parc est considérée comme étant comparable à celle d'un petit delta de rivière (d'où son surnom « delta de Bucarest »). Pourtant, la plupart des visiteurs n'osent pas s'aventurer dans le parc et préfèrent rester au niveau du mur de béton l'encerclant.
D'une superficie de 184,7 ha, le parc est caractérisé par une diversité de paysages, allant d'une prairie avec des herbes sauvages au nord, vers une végétation plus dense et caractéristiques des zones humides au centre.

### Anciennes infrastructures

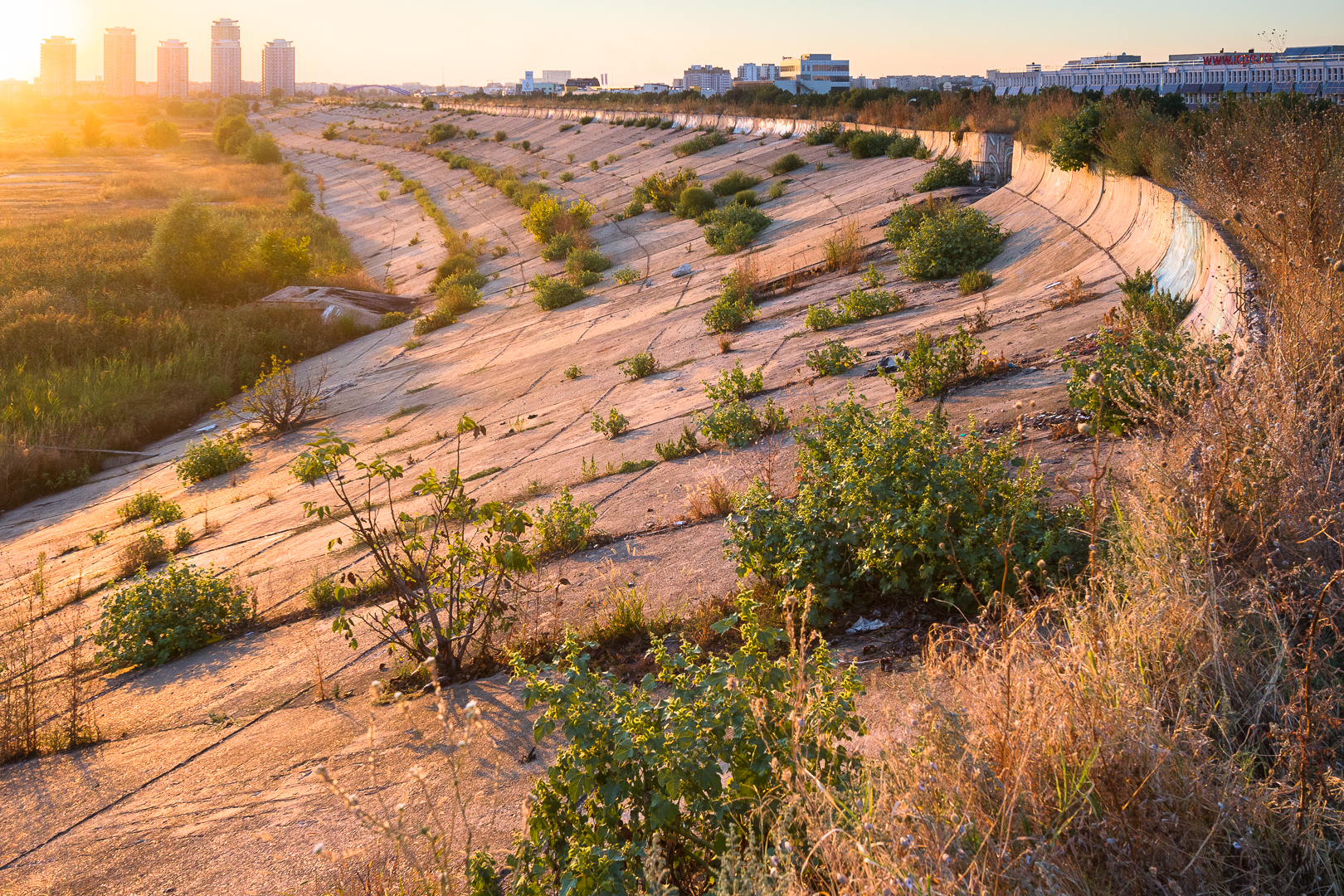
Dalles de béton du projet de réservoir, aujourd'hui envahies par la végétation.

Le parc naturel de Văcărești est entouré de grandes dalles de béton d'une largeur de 5 m, traces du réservoir abandonné,. D'autres structures en béton partiellement enterrées ainsi que des déchets d'anciennes démolitions jonchent le parc et sont petit à petit envahies par la flore.
Ces vestiges bétonneux jouent désormais le rôle de tampon entre la nature — silencieuse et paisible — et la ville — bruyante et active.

### Hydrologie

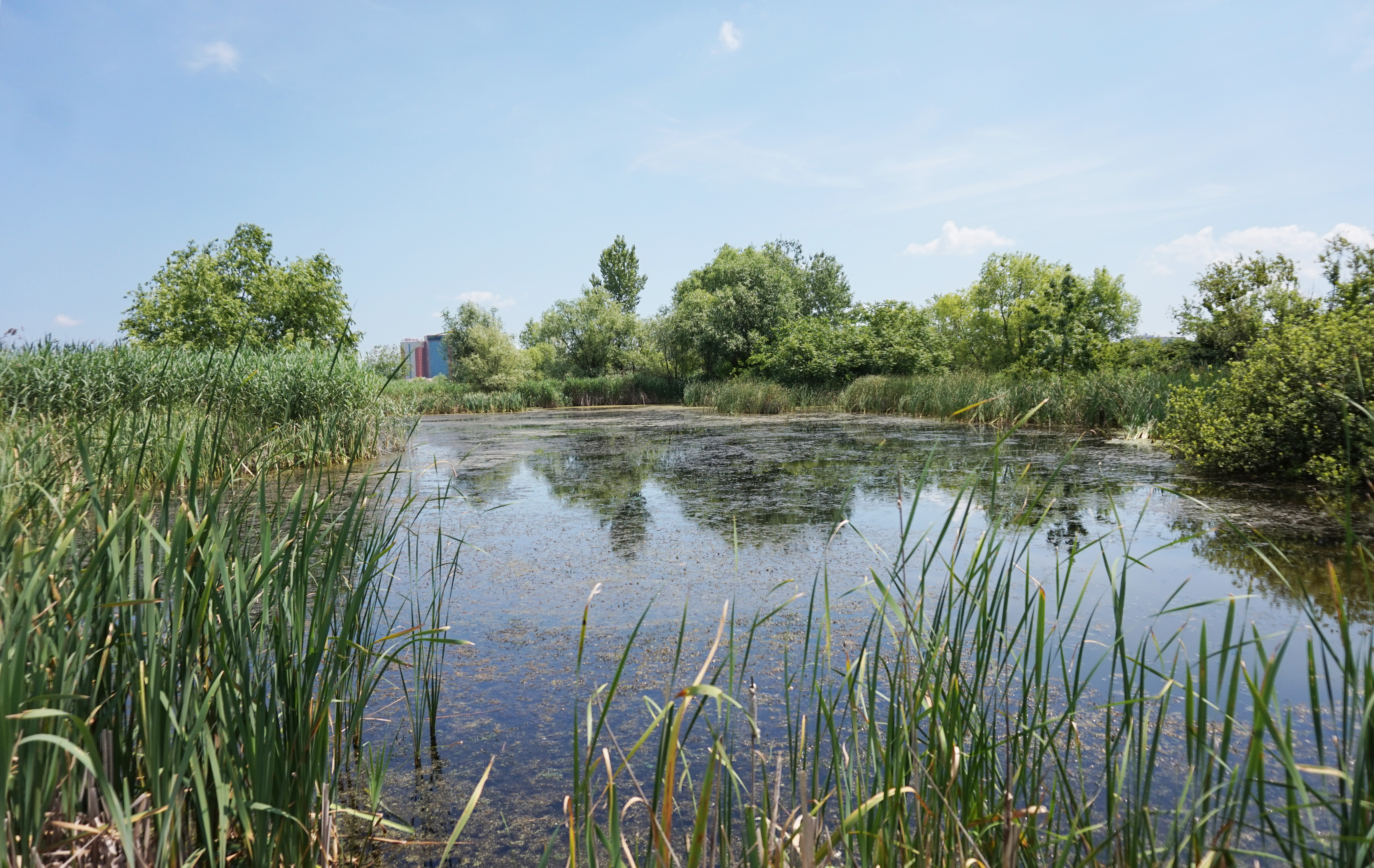
Une des étendues d'eau du parc.

Au centre du parc, la zone humide contenant le lac Văcărești, parfois considéré comme un ensemble de trois lacs interconnectés, est parsemée de roseaux,. La présence d'espèces telles que des loutres atteste d'une bonne qualité de l'eau. Le fond du lac est constitué d'une couche d'argile, montrant une connexion avec l'un des cinq principaux aquifères de Bucarest, qui rend potable l'eau du lac.

### Faune et flore

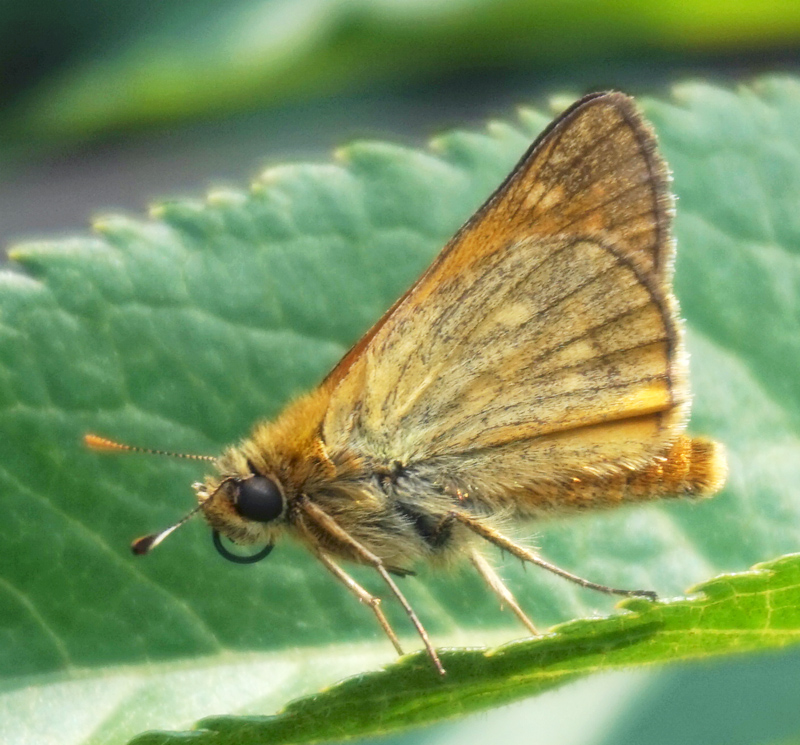
Papillon dans le parc.

Une étude de 2013 menée par l'Académie roumaine conclut sur la présence de centaines d'espèces de plantes, de 96 espèces d'oiseaux, de plusieurs espèces mammifères et reptiles. Un inventaire mené par l'association du parc naturel de Văcărești fait état de 331 espèces et sous-espèces floristiques, dont 266 sont indigènes, et de 180 espèces d'oiseaux.
Le parc est reconnu pour être un refuge de nombreuses espèces d'oiseaux, dont certaines sont protégées au niveau européen comme le héron pourpré. Des espèces de cygnes, canards, cormorans, aigrettes, mouettes, sternes et pluviers ont aussi été observées.
Tous ces oiseaux trouvent dans le parc une nourriture en abondance, à base notamment d'insectes, vers de terre, sangsues et mollusques. Les populations d'insectes sont par endroit aussi développées que dans une zone rurale comme le parc naturel Comana. L'espèce Tetramesa variae a même été observée pour la première fois en Roumanie et trois autres espèces (Tetramesa cereipes, Bruchophagus astragali et Systole tuonela) ont été observées pour la première fois dans le sud du pays.
Les poissons rencontrés dans les eaux du parc incluent les carassins, perches, brèmes et brochets.
D'importantes populations d'amphibiens sont présentes dans les marais, bien que peu d'espèces différentes aient pu y être recensées. Les tortues d'eau sont également très répandues. Des espèces de la liste rouge de l'UICN ont aussi pu être observées, telles que le triton commun et le sonneur à ventre de feu,,.
Des espèces de lézard — entre autres le lézard des souches et Lacerta viridis — et de serpents — entre autres la couleuvre à collier et la couleuvre tessellée — nichent dans les vestiges bétonneux du réservoir.
En termes de mammifères, il est possible d'apercevoir des renards dans les fourrés, des belettes, des furets, des souris, des musaraignes, des mulots, des blaireaux, des chauves-souris, ainsi que des espèces protégées de castors et loutres, bien que leur arrivée dans le parc ne soit pas encore expliquée,.
La lisière nord du parc est constituée de prairies avec des herbes sauvages, des noyers, des peupliers et des ormes. Dans la partie centrale, la végétation est plus dense et caractéristique des zones humides, avec différents types de saules, des sorghos d'Alep et des nénuphars.

## Menaces

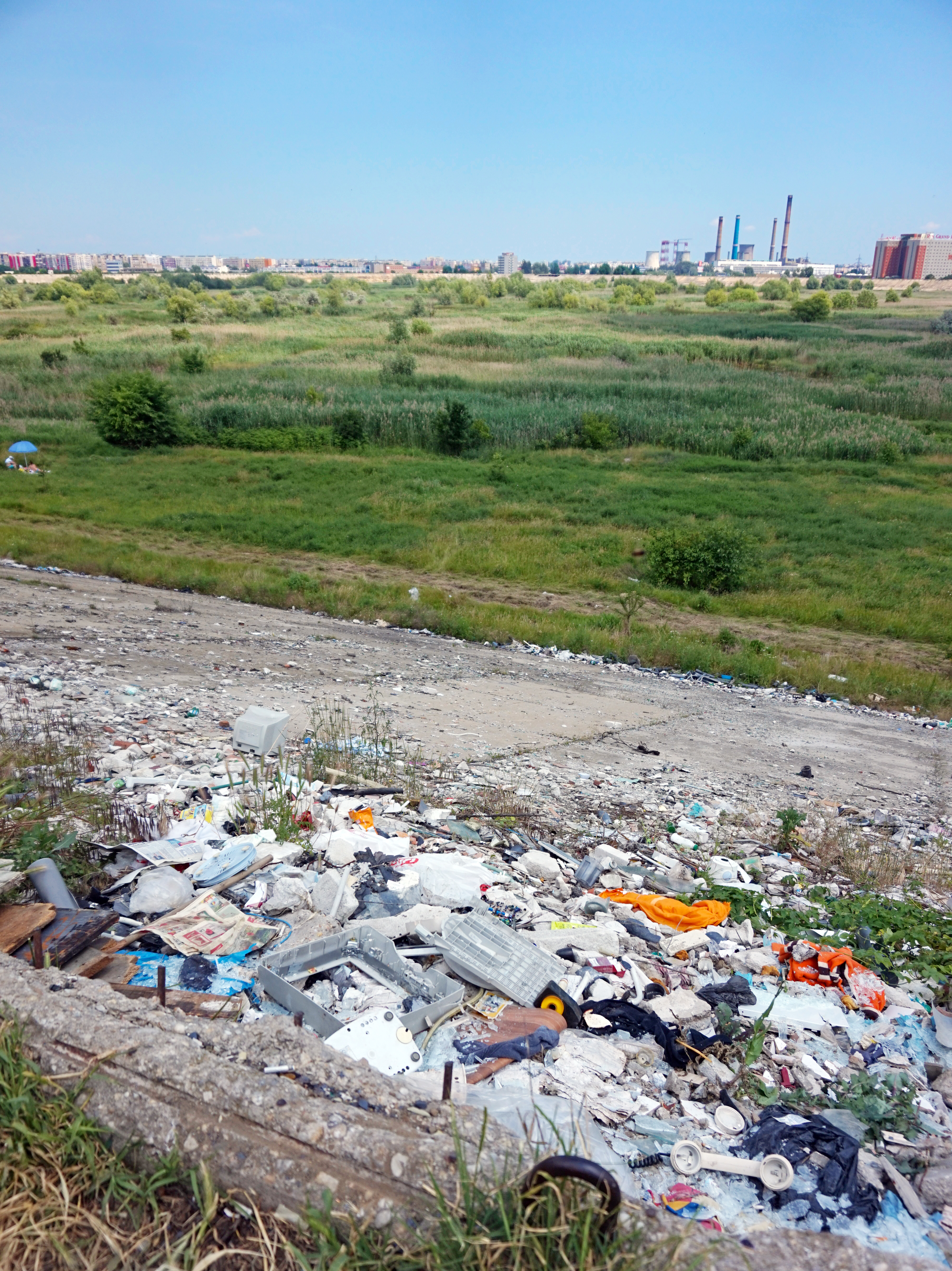
Déchets aux abords du parc naturel de Văcărești.

L'association du parc naturel de Văcărești lutte activement contre les menaces auxquelles le parc est confronté. Celles-ci incluent notamment la tenue de barbecues, le dépôt de déchets, le vol et la présence de braconniers. Le réchauffement climatique a également un effet visible sur la bonne santé du parc, notamment l'absence de marais lors de périodes d'extrême sécheresse et l'augmentation de la présence d'espèces végétales envahissantes.
Le parc est sujet aux incendies. En 2020, un incendie a détruit de vastes étendues de végétation.
Malgré les campagnes de nettoyage, la partie ouest du parc reste un lieu improvisé commun de dépôt de déchets ; des pneus, réfrigérateurs, vêtements et sacs en plastique peuvent notamment y être retrouvés.

## Dans la culture populaire
Le parc naturel de Văcărești a servi de cadre au documentaire de 2020 Acasă, My Home (en), qui suit une famille ayant vécu dans le parc pendant 18 ans.